# Semiperipola saltaensis
Semiperipola saltaensis är en insektsart som beskrevs av Schmidt 1910. Semiperipola saltaensis ingår i släktet Semiperipola och familjen Caliscelidae. Inga underarter finns listade i Catalogue of Life.